# Chlebowo (powiat stargardzki)
Chlebowo (niem. Sassenburg) – osada w Polsce w województwie zachodniopomorskim, w powiecie stargardzkim, w gminie Stara Dąbrowa.
Leży 7,5 km na płn.-wsch. od Starej Dąbrowy (siedziby gminy) i 19 km na płn.-wsch. od Stargardu (siedziby powiatu), przy drodze ze Starej Dąbrowy do Kani i Dzwonowa, przy nieczynnej linii Stargardzkiej Kolei Wąskotorowej. Południowa część wsi graniczy z wsią Rosowo.

## Historia
Od 1266 Chlebowo stanowiło własność biskupa kamieńskiego, a od XVII wieku zostało włączone do dóbr ziemskich rodziny von Wedel. 
Od 1 stycznia 1973 do 1 lipca 1976 w gminie Chociwel jako część sołectwa Kania.
W latach 1975–1998 miejscowość należała administracyjnie do województwa szczecińskiego.

## Zabytki
- park pałacowy, pozostałość po  pałacu[6].

We wsi zachowały się pozostałości poewangelickiego cmentarza z poł. XVIII wieku oraz cmentarza dawnych właścicieli Chlebowa, oba cmentarze mocno zdewastowane.